# Liste der Monuments historiques in Gézoncourt
Die Liste der Monuments historiques in Gézoncourt führt die Monuments historiques in der französischen Gemeinde Gézoncourt auf.

## Liste der Immobilien
| Bezeichnung       | Beschreibung                    | Standort                       | Kennzeichnung | Schutzstatus | Datum | Bild           |
| ----------------- | ------------------------------- | ------------------------------ | ------------- | ------------ | ----- | -------------- |
| Kirche St-Lambert | ab dem 11. oder 12. Jahrhundert | Rue de la Petite Suisse (Lage) | PA00106041    | Inscrit      | 1926  | weitere Bilder |